# Oryzaephilus mercator
Oryzaephilus mercator là một loài bọ cánh cứng mảng, màu nâu sẫm trong họ Silvanidae. Nó có thể được tìm thấy trong các sản phẩm bánh và trái cây và các sản phẩm đậu.

## Hình ảnh

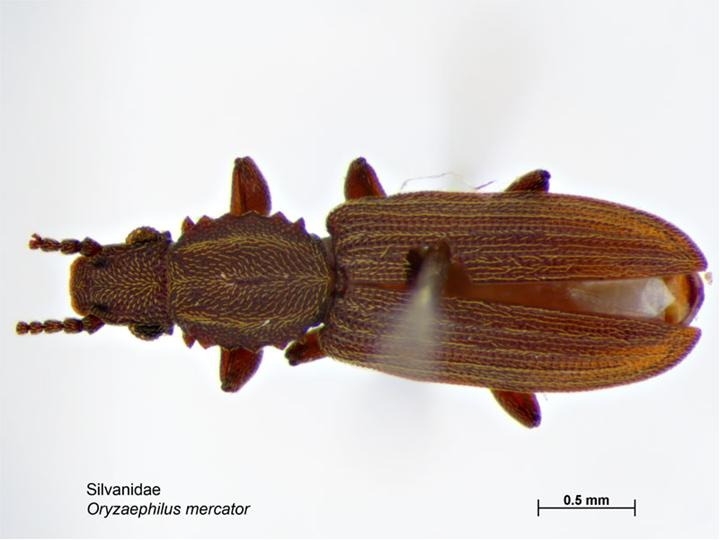
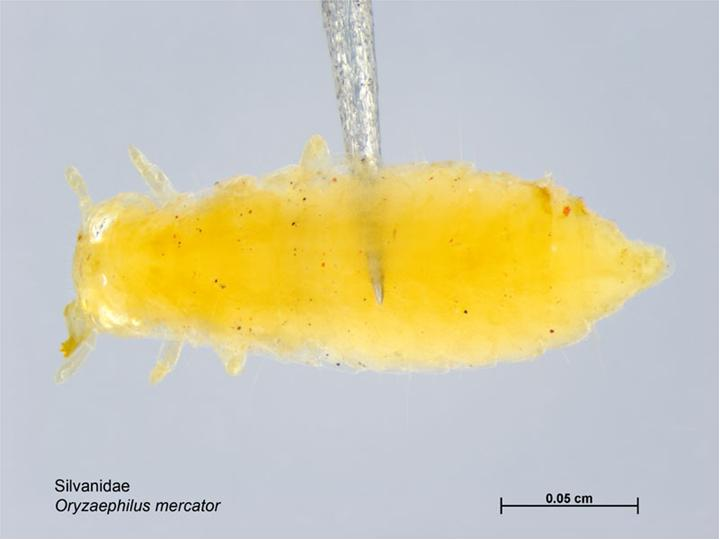